# Pedicularis cadmea
Pedicularis cadmea är en snyltrotsväxtart som beskrevs av Pierre Edmond Boissier. Pedicularis cadmea ingår i släktet spiror, och familjen snyltrotsväxter. Inga underarter finns listade i Catalogue of Life.